# Nicanor Molinas
Nicanor  Molinas (Corrientes, 10 de agosto de 1823 - Buenos Aires, 14 de julio de 1892) fue un político argentino, destacado funcionario durante los últimos años de la Confederación Argentina.

## Biografía
Hijo de inmigrantes catalanes, estudió en el colegio de los jesuitas de Buenos Aires, y se recibió de abogado en 1845, y de médico en 1847.
Poco después marchó a Barcelona a visitar su familia paterna, pero el buque en que viajaba naufragó frente a la isla de Santa Catarina, en Brasil. Se radicó en Montevideo, y se enroló como cadete en el ejército de la ciudad.
Poco después pasó a la provincia de Entre Ríos, donde se dedicó a la medicina y fue nombrado juez penal y asesor del fuero civil. Representó a Corrientes y Entre Ríos ante el gobierno paraguayo en 1850, para solucionar los conflictos ocasionados por expediciones militares de ese país sobre Corrientes y Misiones.
En 1851 representó al gobernador Justo José de Urquiza ante el gobierno correntino, para coordinar los pasos legales y públicos que ambos gobiernos darían, antes y después del "pronunciamiento" contra Juan Manuel de Rosas. También representó a Urquiza ante el gobierno de Domingo Crespo, que sucedió en la provincia de Santa Fe al rosista Pascual Echagüe, poco antes de la batalla de Caseros.
Después de Caseros siguió al servicio de Urquiza, y fue su representante ante el nuevo gobernador correntino, Juan Pujol.
Durante la presidencia de Urquiza ocupó toda clase de cargos públicos, especialmente en el área de las finanzas públicas. Fue también nombrado ministro de la Suprema Corte de Justicia de la Confederación, pero ésta nunca llegó a funcionar como tal. En 1857 fue interventor federal en la provincia de San Juan, cargo que ocupó cinco meses.
Bajo el gobierno de su amigo Santiago Derqui, fue ministro de relaciones exteriores y –durante la etapa de la intervención federal en Córdoba– ocupó en forma provisoria el Ministerio del Interior.
Después de la batalla de Pavón volvió a la protección del gobernador Urquiza, y fue legislador provincial en Entre Ríos. También fue ministro general de la provincia, bajo el gobierno de Urquiza y el de José María Domínguez.
A la muerte de Urquiza pasó a Santa Fe, donde fue sindicado como partidario del caudillo Ricardo López Jordán, por lo que fue arrestado. Se radicó en Santa Fe, y se dedicó a la medicina, abandonando la política para siempre.
Falleció en Buenos Aires en julio de 1892.